# Brinckochrysa alfierii
Brinckochrysa alfierii är en insektsart som först beskrevs av Luisa Eugenia Navas 1926.  Brinckochrysa alfierii ingår i släktet Brinckochrysa och familjen guldögonsländor. Inga underarter finns listade i Catalogue of Life.